# Leuchtturm Bornrif
Der Leuchtturm der westfriesischen Insel Ameland hat offiziell keinen Namen, wird häufig aber nach der zwischen Ameland und Terschelling gelegenen Sandbank Bornrif genannt.

## Geschichte
Der Leuchtturm von Ameland wurde von König Willem III. in Auftrag gegeben und in den Jahren 1880 bis 1881 erbaut. Das Leuchtfeuer wurde am 10. Mai 1881 erstmals in Betrieb genommen. Entworfen wurde der Turm von Quirinus Harder, die 15 einzelnen Segmente wurden von der Gießerei Nering Bögel in Deventer aus Gusseisen hergestellt und später nach Ameland verschifft, wo sie montiert wurden. Mit insgesamt 55 Metern Bauhöhe ist Bornrif der höchste Leuchtturm der westfriesischen Inseln und steht seit 1982 unter Denkmalschutz. Der Durchmesser des Turmes beträgt am Fuß 9,2 Meter und direkt unter dem Leuchtfeuer 4 Meter.
Nach der Fertigstellung erhielt der Turm mehrmals ein neues Leuchtfeuer beziehungsweise eine neue Optik. So wurde das Linsensystem im Zweiten Weltkrieg im Jahre 1940 durch die niederländische Marine zerstört, um der deutschen Marine die Navigation in der Nordsee zu erschweren. Nach dem Krieg wurde im Juni 1945 ersatzweise ein schwaches Hilfslicht (90.000 Candela) installiert, was dem Turm den spöttischen Spitznamen „Schemerlamp“ (dt.: kleine Lampe) einbrachte. Um den Anforderungen der Schifffahrt wieder gerecht zu werden, wurde daher 1952 die noch heute verwendete Optik und das noch heute verwendete Leuchtfeuer mit einer Stärke von 4.400.000 Candela installiert, das zuvor im Leuchtturm „Oude Westhoofd“ auf Goeree-Overflakkee verwendet wurde.

Darstellung des Lichtcharakters während eines 30-Sekunden-Intervalls

Animation des Lichtcharakters (Kennung)

Die Lichtbrechung der Optik sorgt für drei Blitze alle 15 Sekunden (2 × 3 Lichtstrahlen, Kennung: Fl(3) W 15s). Die dominierende Lichtfarbe ist weiß, sie ist 30 Seemeilen (55,5 Kilometer) weit zu sehen.
1988 wurde im Rahmen einer Sanierung das alte Lichthaus abgebaut und durch ein neues ersetzt, zeitgleich wurde ein Radar installiert. Das alte Lichthaus wurde im Hollumer Reddingsmuseum ausgestellt und ist dort noch heute zu besichtigen. Aufgrund neuer Anforderungen wurde das erste Radar bereits 1996 durch ein leistungsstärkeres ersetzt.
Im Jahre 2004 erwarb die Gemeinde Ameland den Leuchtturm und öffnete ihn am 26. März 2005 wieder für Touristen. Die einzelnen Turmebenen werden seither als Ausstellungsraum genutzt. Auf der zweithöchsten Ebene findet sich beispielsweise die Rekonstruktion des Arbeitsplatzes des ehemaligen Leuchtturmwärters. Gegen einen Eintrittspreis von zurzeit 5,75 €, die für die Erhaltung des Turmes verwendet werden, kann der Turm auf insgesamt 236 Stufen bis direkt unter das Leuchtfeuer bestiegen werden.
Im Jahre 2016 wurde die Außenfassade des Leuchtturms im Rahmen des Amelander Kunstmaand (Ameländer Kunstmonat) durch die aus Groningen stammende Künstlerin Rachel van Balen vorübergehend als Kunstwerk gestaltet.

## Entwicklung der Lichtstärke
| 1881–1911: | Vier Petroleumbrenner mit zusammen 24.000 Candela       |
| 1911–1924: | Pharoline-Glühbrenner mit 120.000 Candela               |
| 1924–1940: | Elektrische Glühlampe Typ Brandaris mit 303.000 Candela |
| 1940–1945: | Kriegsbedingt kein Leuchtfeuer                          |
| 1945–1952: | Hilfslicht mit 90.000 Candela                           |
| Seit 1952: | Halogenstablampe mit Drehoptik und 4.400.000 Candela    |

## Weitere Bilder

Blick vom Fuß des Turmes
Erinnerungstafel zur Turmerrichtung im Jahre 1880
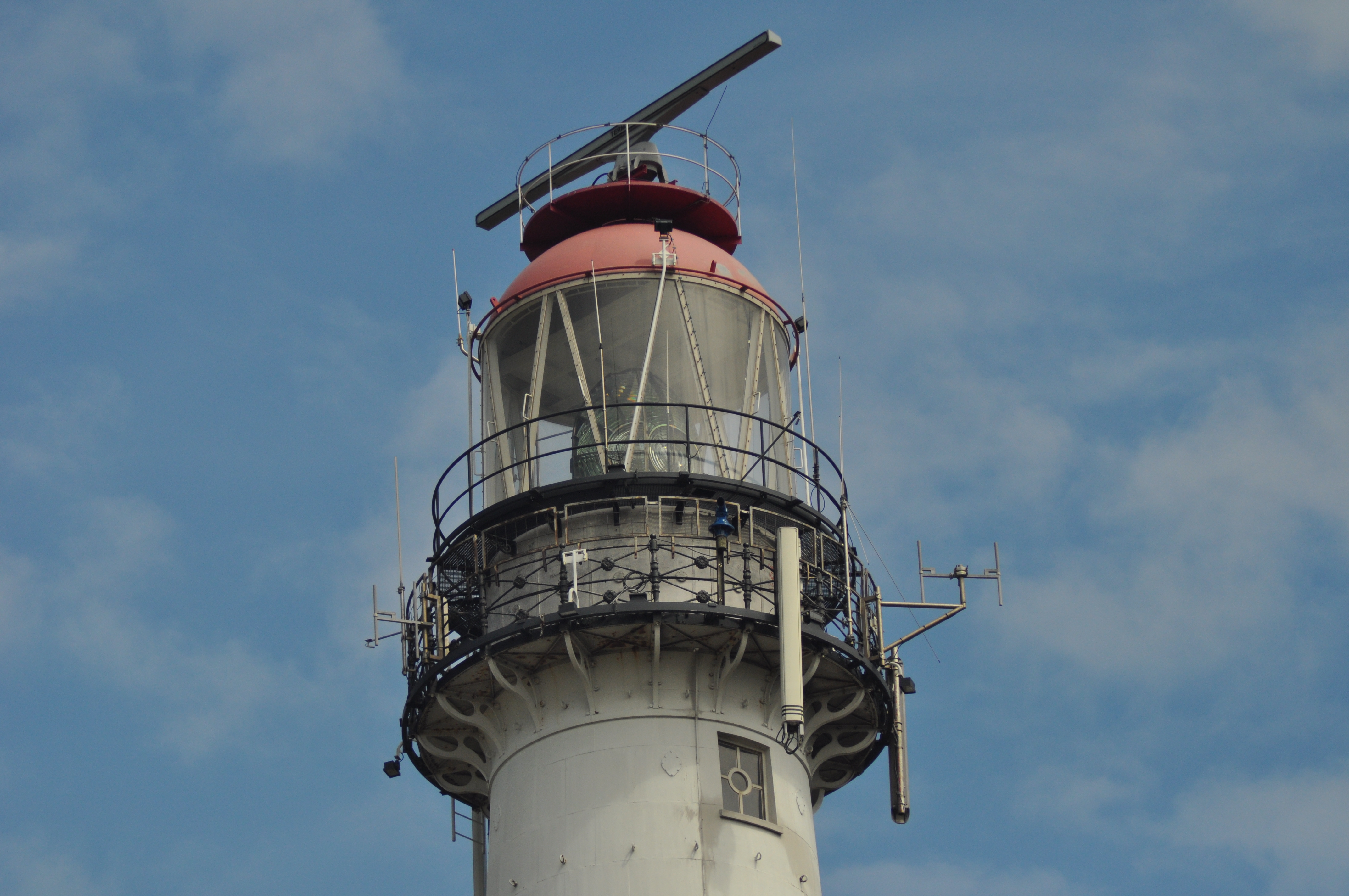
Leuchtfeuer
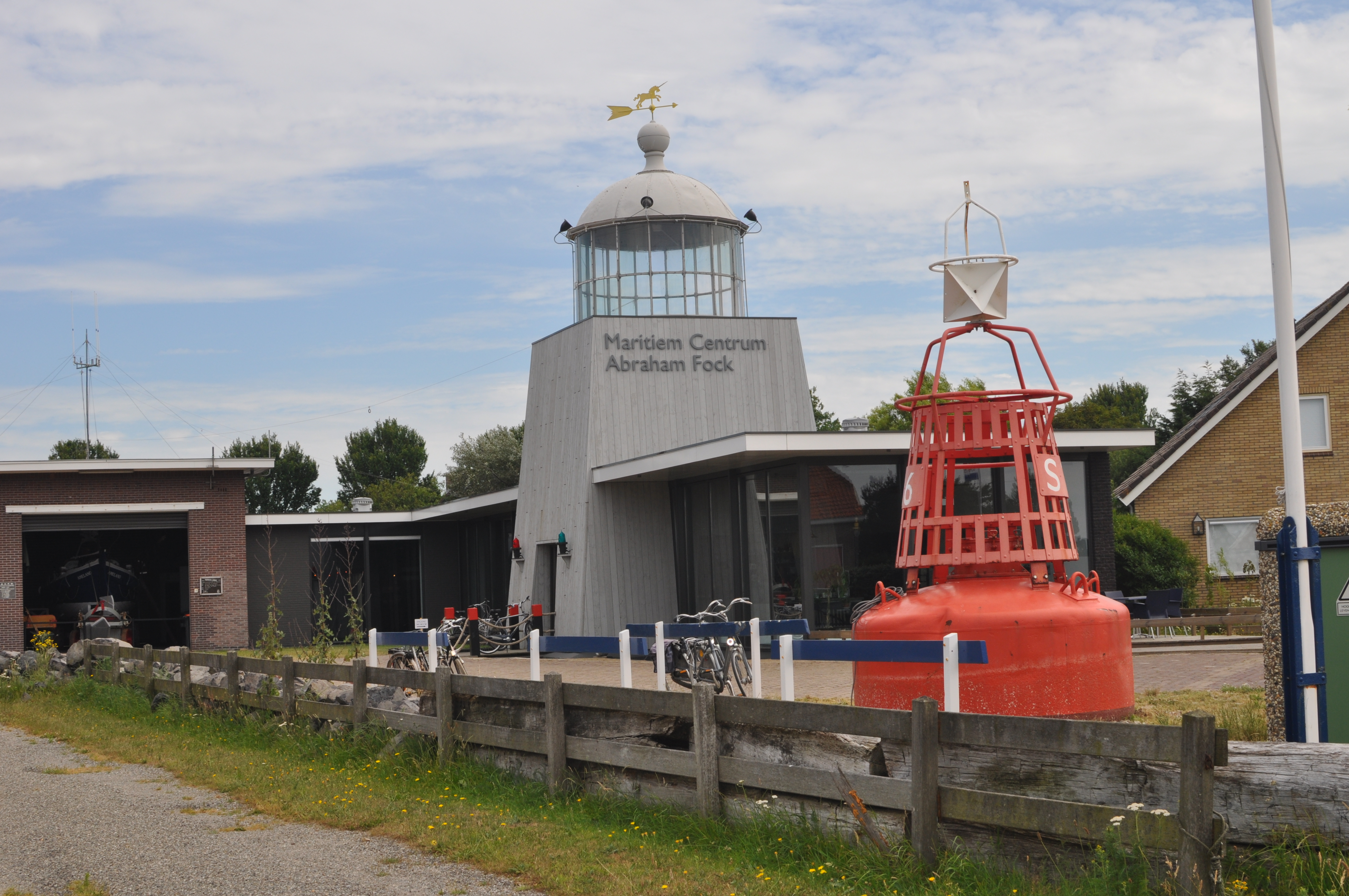
Das Lichthaus des alten Leuchtfeuers, heute auf dem Hollumer Rettungsmuseum